# Eriocaulon aquaticum
Eriocaulon aquaticum là một loài thực vật có hoa trong họ Cỏ dùi trống. Loài này được (Hill) Druce mô tả khoa học đầu tiên năm 1909.